# Gozo (Staat)
Der Staat Gozo (maltesisch Stat ta' Għawdex) war ein kurzlebiger Staat, der zum Ende des 18. Jahrhunderts auf der Mittelmeerinsel Gozo existierte.

## Geschichtliche Entwicklung

### Vorgeschichte
Seit etwa 1525 herrschten auf dem maltesischen Archipel die Malteser. Ihre verschiedenen Großmeister residierten anfangs in Birgu und anschließend in Valletta auf der Hauptinsel. Durch geschickte politische Schachzüge führten sie das Land in einen ungeahnten Wohlstand. Nach dem Sieg gegen die Türken 1565 hatten die Ordensritter ihren Regierungssitz in den prunkvollen Großmeisterpalast in der neuen Hauptstadt  Valletta verlegt.
Die militärische Verteidigungskraft des Ordens geriet bis Ende des 18. Jahrhunderts gegenüber den Armeen Europas ins Hintertreffen. Die siegreich überstandene 1. Große Maltesische Belagerung lag schon mehr als zwei Jahrhunderte zurück. Als Napoléon Bonaparte I. die Insel im Juni 1798 mit seinen Truppen erreichte, war es ihm daher bereits nach kurzer Belagerung möglich, Malta ohne nennenswerte kriegerische Handlungen einzunehmen. Allerdings sind die Umstände der in diesem Zusammenhang erfolgten Kapitulation des Malteserordens nicht umfassend geklärt. Damit war die Herrschaft der Großmeister beendet.

### Unabhängigkeit
Allerdings leisteten die Gozitaner den Invasoren deutlich mehr Widerstand. Im September 1798 kam es auf Gozo zum Volksaufstand gegen die Besetzer, in dessen Verlauf die französischen Truppen in der Zitadelle der Hauptstadt Ir-Rabat Għawdex gefangengesetzt wurden. Nach Verhandlungen durch Alexander Ball und auf Grund von Nahrungs- und Trinkwassermangel stimmten die 217 französischen Soldaten am 28. Oktober schließlich zu, sich kampflos zu ergeben und die Insel den Briten zu überschreiben – mit allen Festungsanlagen, 24 Kanonen, einem großen Vorrat an Munition und 3200 Säcken Mehl. Formell erhob zwar Ferdinand I. von Sizilien Anspruch auf den Archipel, versuchte allerdings nicht, diesen durchzusetzen. Erste Maßnahme der neuen politischen Führung war die Austeilung der erbeuteten Lebensmittel an die Bevölkerung. Einen Tag später erklärte man offiziell die Unabhängigkeit als eigener Staat.
Am 4. September 1800 kapitulierte die französische Garnison in Valletta vor den Briten, die am selben Tag die komplette Inselgruppe unter ihren Schutz stellten und sie somit de facto annektierten. Auch Gozo stand fortan, bis zur Unabhängigkeit Maltas am 21. September 1964, unter britischer Herrschaft.

## Wirtschaft und Politik
Zwar war Gozo nur knapp zwei Jahre unabhängig, dieser Zeitraum der Ungebundenheit reichte allerdings aus, um eine einigermaßen florierende Wirtschaft aufzubauen. Aufgrund des milden Klimas wurde intensive Landwirtschaft betrieben, deren Erzeugnisse auf Malta und Sizilien sehr begehrt waren. Zudem gestattete man den Franzosen unter der eidesstattlichen Zusage, den kleinen Inselstaat nicht noch einmal anzugreifen, ihre Kriegsschiffe im Hafen von Mġarr vor Anker liegen und dort überholen zu lassen. Als Gegenleistung wurden monatlich hohe Geldbeträge in die Hauptstadt gesandt.
Im politischen Bereich waren die Gozitaner weniger erfolgreich und vermochten es nicht, eine stabile Regierung aufzustellen. Zwar wurde für drei Monate ein Übergangsministerpräsident eingesetzt, doch im Grunde war der Staat in den 23 Monaten seiner Existenz ohne politische Führung. Amtliches Staatsoberhaupt war Erzpriester Saverio Cassar von der Matrice and Collegiate Church, der mit einem Stab aus britischen und maltesischen Verantwortlichen arbeitete. Seine erste Amtshandlung am 29. Oktober 1798 war die Forderung nach der Schaffung einer eigenen Diözese auf der Insel. Diesem Wunsch wurde jedoch erst 1864 mit der Schaffung des Bistums Gozo nachgekommen.